# شهرستان راسک (ویسکانسین)
شهرستان راسک، ویسکانسین (به انگلیسی: Rusk County, Wisconsin) یک سکونتگاه مسکونی در ایالات متحده آمریکا است که در ویسکانسین واقع شده‌است.

## خصوصیات
شهرستان راسک ۲٬۴۱۱٫۲۹ کیلومترمربع مساحت دارد.